# Lenham Heath
 (octobre 2012).
Pour les articles homonymes, voir Lenham (homonymie).
Lenham Heath est un hameau dans le Kent situé sur le bord sud de la North Downs à mi-chemin entre Maidstone et Ashford.
La route qui traverse Lenham Heath est parallèle, et à proximité de l'High Speed 1 et de l'autoroute M20. La Stour Valley Walk passe à travers la commune.